# 黃子健
黃子健（英語：Wong Chi-ken，1979年—），香港本土派社會運動人士，前香港觀塘區議會樂華北選區議員，於2015年區議會選舉成功挑戰時任建制派區議員而當選，並於2019年區議會選舉再度成功連任。
任職維修工程，多年前因籌備成立工會，為工友爭取合理權益而接觸更多社區議題。現時從不同渠道服務社區，盼能幫助更多弱勢社群，改變東九龍。

## 早年生活
他中五畢業後做維修，白天做水電工作，入黑就上高登。十年前起做「巴打」。雨傘運動後，高登出現一篇講觀塘塞車及重建的帖文，吸引了住順天邨的他留言，引起了他從政之意。

## 區議會地區工作
1. 增設血壓站
2. 家居維修服務
3. 關注樂華街市
4. 處理社區問題
5. 改變區議會文化
6. 康樂活動